# Lignières-la-Carelle
Lignières-la-Carelle era una comuna francesa situada en el departamento de Sarthe, de la región de Países del Loira, que el 1 de enero de 2015 pasó a ser una comuna delegada de la comuna nueva de Villeneuve-en-Perseigne al fusionarse con Chassé, La Fresnaye-sur-Chédouet, Montigny, Roullée y Saint-Rigomer-des-Bois.

## Demografía
| Gráfica de evolución demográfica de Lignières-la-Carelle entre 1800 y 2012 |
|                                                                            |

Los datos demográficos contemplados en este gráfico de la comuna de Lignières-la-Carelle se han cogido de 1800 a 1999 de la página francesa EHESS/Cassini, y los demás datos de la página del INSEE.